# Jean-Frédéric Madruzzo
Jean-Frédéric Madruzzo de Trente (en italien : Gian Federico Madruzzo, Conte d’Avio e terzo barone Madruzzo : en allemand : Hans Friedrich von Madrutsch ou Madrutz) (né en 1530 ou 1531 et mort à Rome le 9 avril 1586 ou 13 avril 1586) était un noble d’origine italienne, issu d'une famille implantée dans la région germanophone du Trentin, il devient par son union avec Isabelle de Challant le 6e comte de Challant de 1568 à 1586.

## Origine
Giovanni Federico est issu de la famille italienne des Madruzzo, seigneurs de Denno, Nanno et de Madruzzo dont l’ascension sociale commence avec l’union en 1512 de Giovanni Gaudenzio (mort en 1550) avec une noble du Trentin-Haut-Adige Eufemia von Sparrenberg. À l’origine italienne, la famille Madruzzo au gré des alliances de plus en plus prestigieuses qu’elle contracte germanise son nom en « von Madrutsch ou Madrutz » puis le francise en « de Madruze », « Madruce » ou « Madrus ».
La famille Madruzzo s’implante dans le Trentin où pas moins de quatre membres occupent de manière ininterrompue de 1539 à 1658, soit pendant plus d’un siècle, le siège de prince-évêque de Trente, les trois premiers accèdent de plus à la dignité de cardinal.

## Biographie

### Du service de l'Église à celui du Saint-Empire
Jean-Frédéric naît en 1534, Il est le fils aîné de Nicolas Madruzzo (1507 ?-1572), seigneur de Nanno, homme de guerre au service de la monarchie de Habsbourg contre la France et de son épouse depuis 1530 Helena von Lamberg. 
Jean-Frédéric est d’abord destiné à l’Église Pourvu d’un canonicat à la cathédrale de Trente, il est envoyé pour ses études avec son frère Giovanni Lodovico Madruzzo, le futur cardinal, à Louvain et Paris. Il renonce en 1548 aux bénéfices ecclésiastiques pour mener une carrière laïque et militaire, en réalité une succession d’épisodes guerriers et de charges diplomatiques et courtisanes. Dès 1547 il accompagne son oncle, le cardinal Cristoforo Madruzzo à la Diète d'Augsbourg avant de se trouver en 1551 à Vienne, à la cour impériale.
En 1552, la flotte turque menace la côte napolitaine. Jean-Frédéric embarque avec son autre frère Giorgio, à la place de leur père, pour une expédition maritime au cours de laquelle ils sont faits prisonniers par les Turcs. Grâce aux bons offices de son oncle Cristoforo, Jean-Frédéric et son frère vont servir de monnaie d’échange. Les Turcs les cèdent à leurs alliés français.
Pendant deux ans, de 1554 à 1556, Jean-Frédéric est contraint de résider au château de Vincennes près de Paris avant d’être libéré, lors de la trêve de Vaucelles, en échange de François de Coligny d'Andelot, neveu du connétable de France Anne de Montmorency et frère de l’amiral Gaspard II de Coligny, tombé aux mains des troupes impériales et détenu à Milan. Pendant ces deux années de détentions dorées en France Jean Frédéric, au contact d’autres prisonniers devient un prince de la Renaissance et un bibliophile avisé qui va développer sa passion pour les reliures.

### Établissement dans les États savoyards
En 1557, toujours grâce à l’entremise de son oncle le cardinal, une nouvelle phase s’ouvre dans la vie de Jean- Frédéric Madruzzo qui porte désormais les titres de comte d’Avio et de marquis de Soriano, il épouse Isabelle de Challant, fille et héritière du prestigieux René de Challant, 5e Comte de Challant, 16e et dernier maréchal de Savoie, gouverneur du Duché d'Aoste.
Ce mariage ouvre de nouveaux horizons aux Madruzzo, hors du Trentin en apportant à Jean-Frédéric qui désormais francise son nom en de Madruze ou Madrus pour complaire à ses sujets francophones, outre le comté de Challant, à la mort de son beau-père, des biens en Vallée d'Aoste (château d'Issogne), au Piémont et en Savoie mais aussi en France et en Lorraine (la baronnie de Beaufremont).
La carrière de Jean-Frédéric de Madruze, qui pratique et l’italien, l’allemand et le français s’effectuera désormais au service du duc de Savoie, Emmanuel-Philibert Ier. Il est nommé colonel de la milice du duc de Savoie en 1562, l’année où Emmanuel-Philibert transfère sa capitale de Chambéry à Turin en Italie.
En 1569, lorsque Emmanuel-Philibert Ier, restaure l’ordre prestigieux de l'Annonciade, il fait de Jean-Frédéric, comme c’était de tradition pour les membres les plus importants de la maison de Challant l’un des chevaliers de cet Ordre. Désormais les reliures de Jean-Frédéric de Madruze, comporteront ses armoiries entourées du collier de l’ordre de l'Annonciade, élément qui a permis de conforter l’attribution de la collection de reliures retrouvées à Jean-Frédéric puisqu’il fut le seul Madruze titulaire de cet Ordre.

### Fin de carrière à Rome
En 1574 s’ouvre une troisième et ultime période dans la vie de Jean-Frédéric de Madruze, la période romaine. Elle coïncide avec une détérioration de ses relations avec sa femme puisque les deux époux vivent désormais séparés. Nommé ambassadeur du duc de Savoie auprès du Saint-Siège, il part pour Rome, sans son épouse. En 1581, au sommet de sa carrière diplomatique, il devient le représentant de l’empereur d’Allemagne Rodolphe II de Habsbourg auprès du pape.
Il meurt à Rome le 11 avril 1586.

## Union et postérité
Choisi comme gendre par son beau-père René de Challant, Jean-Frédéric de Madruze est d’abord fiancé à la fille aînée Philiberte, mais cette dernière est déshéritée à la veille du mariage par son père pour inconduite et Jean-Frédéric épouse finalement le 1er octobre 1557 à Turin la cadette Isabelle de Challant (morte à Turin le 14 février 1596).
Malgré la naissance de neuf enfants, trois fils et six filles (Christine, Hélène, Margueritte, Isabelle, Catherine, Eléonore) cette union ne fut guère heureuse. Isabelle de Challant est décrite par les contemporains comme hautaine, capricieuse et dépensière. Imbue de l’ancienneté de sa famille elle considère son époux comme un quasi parvenu et elle lui reproche sa vénalité et sa francophobie. Leur descendance est constitué par :
- Emmanuel René (1558-1614) 7e comte de Challant épouse en 1598 Emmanuelle-Philiberte de Seyssel-La Chambre dont :
  - Charles Emmanuel (1599-1658), évêque de Trente de 1629 à 1658 le seul des quatre évêques de sa famille à ne pas avoir obtenu la pourpre cardinalice, 8e Comte de Challant.
- Charles Gaudence (1562 mort le 14 août 1629) , prince Évêque de Trente de 1600 à 1629 et Cardinal en 1604.
- Ferdinand Gabriel (1564-1618) épouse en 1603 Bonne de Livron (morte en 1623) dont : 
  - Charles Henri mort en 1630
  - François mort en 1619
  - Charlotte Chrétienne morte en 1669 épouse en 1621 Charles de Marquis de Lenoncourt en Lorraine dont :
    - Henri mort en 1669 9e Comte de Challant dont
      - Charles Joseph Louis Marie François Benoît Nicolas de Lenoncourt 10e Comte de Challant tué, célibataire, le 4 octobre 1693 lors de la Bataille de La Marsaille.

## Sources
- (it) Laura Dal Prà Madruzzo e l'Europa, 1539-1658: i principi vescovi di Trento tra Papato e Impero, Castello del Buonconsiglio, Trente (1993).
- (it) Luigi Bruzzo Ascendenti e discendenti di Renato di Challant e di sua moglie Mencia di Portogallo Genève (1974).
- Joseph-César Perrin Inventaire des archives des Challant, Aoste, Archives historiques régionales (1974-1976).
- Orphée Zanolli Les testaments des seigneurs de Challant Aoste, Archives historiques régionales (1979).